# John Ferry
John Ferry (Londonderry, 1955. december 1. –) északír nemzetközi labdarúgó-játékvezető.

## Pályafutása

### Nemzetközi játékvezetés
Az Ír labdarúgó-szövetség Játékvezető Bizottsága (JB) 1993-ban terjesztette fel nemzetközi játékvezetőnek, a Nemzetközi Labdarúgó-szövetség (FIFA) bíróinak keretébe. Több nemzetek közötti válogatott és klubmérkőzést vezetett. Az ír nemzetközi játékvezetők rangsorában, a világbajnokság-Európa-bajnokság sorrendjében többedmagával a 6. helyet foglalja el 4 találkozó szolgálatával. Az aktív nemzetközi játékvezetéstől 2001-ben a FIFA 45 éves korhatárát elérve búcsúzott. Válogatott mérkőzéseinek száma: 5.

#### Világbajnokság
A világbajnoki döntőhöz vezető úton Egyesült Államokba a XV., az 1994-es labdarúgó-világbajnokságra és Dél-Koreába és Japánba a XVII., a 2002-es labdarúgó-világbajnokságra a FIFA JB bíróként alkalmazta.

##### 1994-es labdarúgó-világbajnokság
| Időpont         | Helyszín                    | Mérkőzés típusa           | Mérkőzés            | Eredmény | Nézők száma |
| --------------- | --------------------------- | ------------------------- | ------------------- | -------- | ----------- |
| 1993. május 13. | Paavo Nurmen Stadion, Turku | előselejtező (6. csoport) | Finnország–Ausztria | 3 : 1    | 13 682      |

##### 2002-es labdarúgó-világbajnokság
| Időpont           | Helyszín                | Mérkőzés típusa           | Mérkőzés              | Eredmény | Nézők száma |
| ----------------- | ----------------------- | ------------------------- | --------------------- | -------- | ----------- |
| 2000. október 11. | Dinamo Stadion, Moszkva | előselejtező (1. csoport) | Oroszország–Luxemburg | 3 : 0    | 12 000      |

#### Európa-bajnokság
Az európai-labdarúgó torna döntőjéhez vezető úton Angliába a X., az 1996-os labdarúgó-Európa-bajnokságra az UEFA JB játékvezetőként foglalkoztatta.

##### 1996-os labdarúgó-Európa-bajnokság
| Időpont             | Helyszín                      | Mérkőzés típusa           | Mérkőzés             | Eredmény | Nézők száma |
| ------------------- | ----------------------------- | ------------------------- | -------------------- | -------- | ----------- |
| 1994. szeptember 7. | Parc Astrid Stadion, Brüsszel | előselejtező (2. csoport) | Belgium–Örményország | 2 : 0    | 6 140       |
| 1995. április 26.   | Ullevaal Stadion, Oslo        | előselejtező (5. csoport) | Norvégia–Luxemburg   | 5 : 0    | 15 124      |

## Sportvezetőként
Aktív pályafutását befejezve az UEFA/FIFA Convention programjának keretében a nemzeti programért felelős szakember.